# Scheuchzer (Unternehmen)
Koordinaten: 46° 32′ 41,1″ N, 6° 33′ 25,2″ O; CH1903: 532378 / 155210
Die Scheuchzer SA ist ein Schweizer Gleisbauunternehmen und Hersteller von Gleisbaumaschinen in Bussigny, Kanton Waadt.
Die Firma betreibt ihre Gleisbaufahrzeuge vor allem in der Schweiz, Deutschland, Belgien, Frankreich und Italien.

## Geschichte

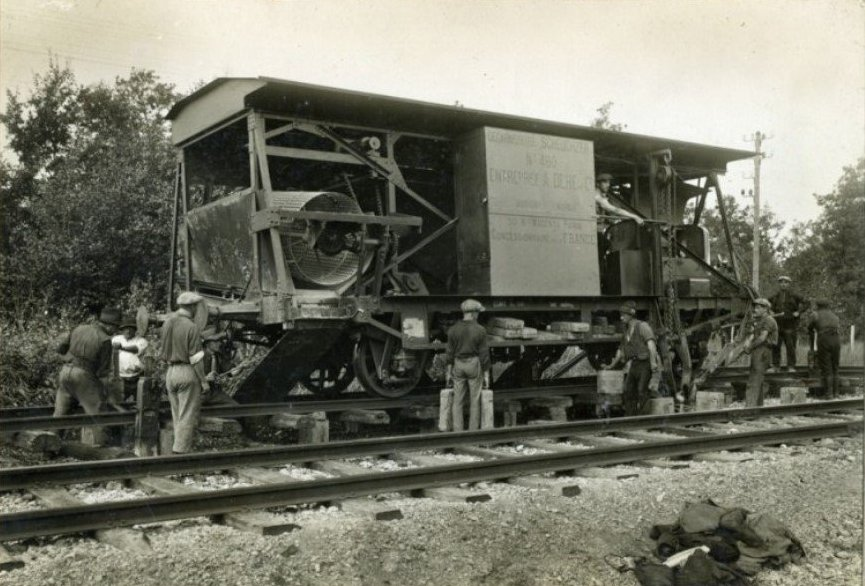
Scheuchzer-Schotterreinigungsmaschine der Firma Dehé

Die Existenz der Firma geht ins Jahr 1917 zurück, als Charles-Auguste Scheuchzer (1878–1960) in Renens eine Fabrik kaufte, um seine Entwicklungen bauen zu können. August Scheuchzer war ein Pionier der Mechanisierung des Bahnunterhalts und entwickelte in den 1920er Jahren die ersten für den Gleisunterhalt konzipierten Maschinen (1921 eine Unkrautjät-, 1927 eine Schotterreinigungs- und 1931 eine Stopfmaschine), die von seiner Firma hergestellt und verkauft wurden. Für seine Arbeit erhielt August Scheuchzer 1956 von der École polytechnique fédérale de Lausanne die Ehrendoktorwürde. Im Jahr 1934 verkaufte er die Fabrik und die Patente, behielt jedoch den Verkauf seiner Produkte in der Schweiz. Das Unternehmen wurde von seinen beiden Söhnen 1947 wieder erworben und als «Les Fils d'Auguste Scheuchzer S.A., Lausanne» weitergeführt. Später erfolgte die Umbenennung in «Scheuchzer S.A.» und in «Scheuchzer SA», und 2003 wurde der Firmensitz von Lausanne nach Bussigny verlegt, wo sich schon seit längerem die Werkstätte und Unterhaltsanlegen befanden.

## Fahrzeugentwicklungen
Die Firma entwickelte schon früh Gleisumbauzüge, die es ermöglichen, Arbeiten ohne gesperrtes Nachbargleis auszuführen. Diese Entwicklungen führten weiter, so werden heute auch Fahrzeuge entwickelt, die es erlauben, den Unterhalt auf Hochgeschwindigkeitsstrecken durchzuführen, ohne dass es auf dem Nachbargleis zu Geschwindigkeitseinschränkungen kommt. Auch die Etappierung von Arbeiten, die es ermöglichen, die Strecke tagsüber – wenn auch mit Geschwindigkeitsreduktion – wieder freizugeben, gehören dazu. Intervallbauarbeiten sind heute bei stark beanspruchten Gleisanlagen schon fast unvermeidbar. So können mit den Gleisumbauzügen «Puscal» und «Puma», jeweils ein Gleisjoch herausgehoben werden, und im betreffenden Abschnitt der komplette Unterbau oder Oberbau erneuert werden. Dennoch ist es nach dem Wiedereinsetzen des Gleisjoches möglich, dass die Baustelle komplett geräumt werden und der nächste Gleisabschnitt erst in der folgenden Schicht bearbeitet werden kann. Dies ohne dass neben dem Gleis eine Strasse oder Baupiste vorhanden sein muss, da alles Material auf der Schiene zu- und weggeführt werden kann.
Ein weiteres Betätigungsfeld sind die Schleifzüge. Diese Entwicklung führte zu den heute selbstfahrenden Schleifzügen mit mehreren Schleifköpfen, die es ermöglichen in einem Arbeitsgang alle Seiten des Schienenkopfs zu bearbeiten. Mit der MRK-W gibt es eine Schleifmaschine, die es ermöglicht, Weichen vollautomatisch zu schleifen.
Bei den Planier- und Stopfmaschinem wird heute in der Regel auf Eigenentwicklung von Fahrzeugen verzichtet, diese Maschinentypen werden von den Herstellern Matisa und Plasser & Theurer bezogen.

## Eigene Fahrzeuge
Die Scheuchzer SA betreibt ausschließlich normalspurige Fahrzeuge, die mehrheitlich den UIC-Normen entsprechen.

### Triebfahrzeuge
- Bm 846 601 «Gazelle», 92 85 8 846 601-3, französische Diesellokomotive von Brissonneau et Lotz an die Houillères du bassin du Nord-Pas-de-Calais (HBNPC) geliefert, 1992 als Em 4/4 1110 bei der SBB als Mietlok im Einsatz, 1998 Kauf durch Scheuchzer.
- Am 847 101 «Bison», 92 85 8 847 101-3, 2004 als Neubaufahrzeug von CFD, Bagnères de Bigorre bezogen
- Am 840 001–003 «Rhino 1»–«Rhino 3», die drei im Jahr 2013 von SBB Cargo übernommene SBB Am 840
- Tm 1–4, 2015 war nur noch der Tm 40 85 95 70 001-9 «Husky» (ex Nr. 3) im Betrieb
- VTm, 40 85 94 81 501-6 + 502-4, von Plasser & Theurer erbaut und der AMEBA AG übernommen, waren die Zugfahrzeuge des Schieneschleifzuges GWM 220.

### Selbstfahrende Baumaschinen

#### Schleifzüge
- «MRK 1»–«MRK 4»; die vier fünfteiligen Schienenschleifmaschinen bestehen aus; Schleifmaschine VTms M 40x - Filterwagen - Schleifmaschine VTms M 45x - Materialwagen - Schleifmaschine VTms M 62x (x entsprechend MRK Nummer jeweile 1-4)
- «MRK-W»; die dreiteilige Schleifmaschine ist zum Weichenschleifen geeignet und besteht aus; Schleifmaschine M 411 - M 202 - M 621
- «GRIZZLY 101»-«GRIZZLY 106»

#### Schienenunterhalt
- «BOA 811», «BOA 812», Schienenschweissmaschine
- «BOA 821», «BOA 822», Schienenwechselmaschine

#### Stopf-, Planier- und Richtmaschinen
- «DP 951»–«DP 956», kontinuierlich arbeitende Schotterplanier- und Verdichtungsmaschine der P&T Typ KVP 2000
- «DP 521»–«DP 525», Schotterplaniermaschine
- «B 203», «B 204», Nivellier-Richt-Stopfmaschine, 2015 B 204 ausrangiert
- «B 251», «B 252», Nivellier-Richt-Stopfmaschine, 2015 beide ausrangiert
- «B 758» – «B 762», Nivellier-Richt-Stopfmaschine, wurden nachträglich mit einem Anhänger mit einer Kehranlage ausgerüstet.
- «B 2001» «B 3001», Nivellier-Richt-Stopfmaschine
- «BNA 333», «BNA 334», Nivellier-Richt-Stopfmaschine
- «BNA 661»–«BNA 665», Nivellier-Richt-Stopfmaschine
- «BNA 341», Nivellier-Richt-Stopfmaschine
- «C 76» «S 76», Schotterreinigungsmaschine
- «DRL 11», Schotterreinigungs- und Gleisumbaumschine
- «DRL 21», Schotterreinigungs- und Gleisumbaumschine
- «DRL-C», Schotterreinigungs- und Gleisumbaumschine

### Gleisumbauzüge
Diese sind nicht selbstfahrend und haben nur einen Hilfantrieb.
- «PUMA 1»–«PUMA 3», Gleisumbauzug (nur Oberbau)
- «PUMA 901» («PUMA 90L»), Gleisumbauzug (nur Oberbau)
- «PUMA S», Gleisumbauzug (nur Oberbau)
- «PUSCAL 1»–«PUSCAL 3», Unterbausanierungszug
- «PUSCAL T», Unterbausanierungszug